# Тайна (Красногорський район)
Та́йна (рос. Тайна) — село у складі Красногорського району Алтайського краю, Росія. Входить до складу Новозиковської сільської ради.

## Населення
Населення — 210 осіб (2010; 272 у 2002).
Національний склад (станом на 2002 рік):
- росіяни — 91 %